# Ralph Oehme
Ralph Oehme (* 1954 in Geithain) ist ein deutscher Theater- und Hörspielautor, Librettist und Schauspielpädagoge.

## Leben
Oehme arbeitete nach dem Abitur als Traktorist. Von 1975 bis 1980 studierte er Theaterwissenschaften in Leipzig. Nach einem Forschungsstudium auf dem Gebiet der Schauspielmethodik an der Theaterhochschule Leipzig war er von 1984 bis 1987 Schauspielpädagoge in Leipzig. Seit 1987 arbeitet er als freischaffender Schriftsteller und Regisseur für Theater und Hörfunk und als Librettist. Die Szenen für Kammerensemble Ich ist ein anderer. Rimbaud wurden 1984 bei den DDR-Musiktagen uraufgeführt, die Oper Krischans Ende (nach Thomas Valentins Novelle „Grabbes letzter Sommer“, komponiert von Walter Thomas Heyn) 1986 am Theater Stralsund. In Zusammenarbeit mit Karl-Heinz Schmidt-Lauzemis entstand die Hörspiel-Collage Stille Helden siegen selten über die friedliche 89er Revolution in der DDR, die im Oktober 1990 als Hörspiel des Monats und 1991 mit dem Hörspielpreis der Kriegsblinden ausgezeichnet wurde.

## Hörspiele
Autor:
- 1990: Mit Co-Autor Karl-Heinz Schmidt-Lauzemis: Stille Helden siegen selten – Regie: Karl-Heinz Schmidt-Lauzemis; Ralph Oehme (Original-Hörspiel, Originaltonhörspiel – Funkhaus Berlin/HR/SFB)
  - Auszeichnungen: Hörspiel des Monats Oktober 1990 und Hörspielpreis der Kriegsblinden 1991
- 1992: Mit Co-Autor Karl-Heinz Schmidt-Lauzemis: Rückblenden: Sächsische Sinfonie. Hörspiel in 4 Sätzen – Regie: Karl-Heinz Schmidt-Lauzemis, Ralph Oehme (Originaltonhörspiel – HR/MDR)
- 2007: Das römische Bad – Regie: Ulrike Brinkmann (Originalhörspiel, Kriminalhörspiel – Deutschlandradio)
- 2007: Steins Kampf. Der Mann, der Adolf Hitler retten wollte – Regie: Steffen Moratz (Originalhörspiel – MDR)

Bearbeitung (Wort):
- 1991: Anonymus: Die Fasanenprinzessin. Frei nach indonesischen Märchenmotiven – Regie: Walter Niklaus (Hörspielbearbeitung – Einrichtung gemäß Artikel 36 Einigungsvertrag 1991)